# Robert Ciranko
Robert Louis Ciranko (nacido el 9 de marzo de 1947) es el actual presidente de la Watch Tower Bible and Tract Society of Pennsylvania (2014–), la corporación principal de los testigos de Jehová.

## Biografía
Oriundo de Brooklyn, Nueva York, Estados Unidos, Ciranko creció en una familia de inmigrantes húngaros. Sus cuatro abuelos eran miembros de la denominación de los Testigos de Jehová. Ciranko se casó con Ketra Bates en 1978.

## Presidencia de la Watch Tower Society
Ciranko reemplazó a Don Alden Adams como presidente de Watch Tower Bible and Tract Society of Pennsylvania en 2014. Ciranko es considerado un "ayudante" del Cuerpo Gobernante, órgano que mantiene la autoridad sobre la Sociedad Watch Tower y las corporaciones relacionadas.
| Predecesor: Don Alden Adams | Presidente de la Watch Tower Bible and Tract Society of Pennsylvania 7 de octubre de 2015-presente | Sucesor: - |